# 1898 en science
| Années de la science : 1895 - 1896 - 1897 - 1898 - 1899 - 1900 - 1901    |
| Décennies de la science : 1860 - 1870 - 1880 - 1890 - 1900 - 1910 - 1920 |

Cet article présente les faits marquants de l'année 1898 en science.

## Événements
- 26 mars : création  en Afrique du sud par Paul Kruger de la Sabi Sand Game Reserve (en), la première réserve de chasse au monde, à l'origine du Parc national Kruger[1].

- 2 juin : le biologiste français Paul-Louis Simond démontre par une expérience que les puces du rat transmettent la peste bubonique[2].

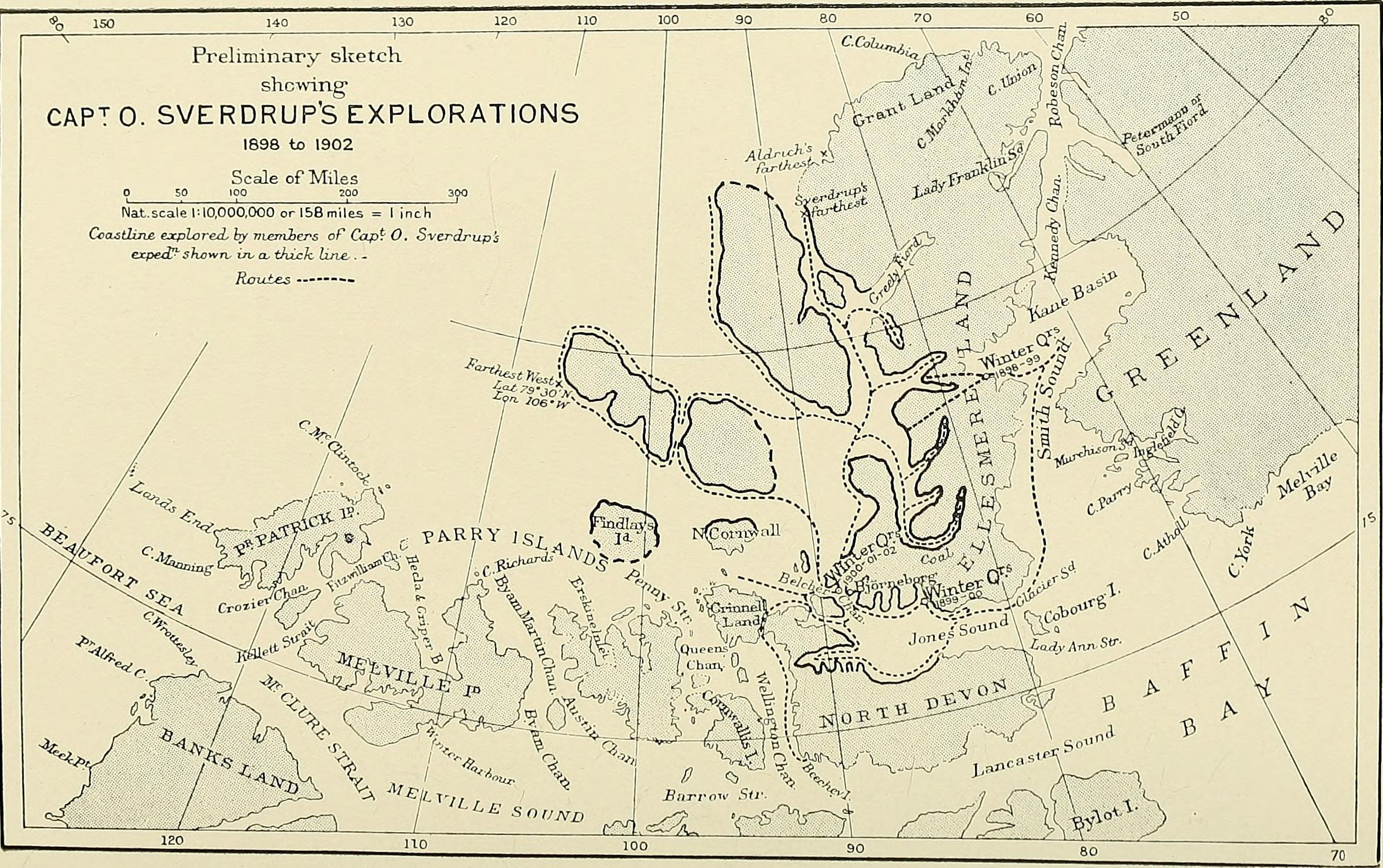

- 24 juin : départ de Christiania (Oslo) de la deuxième expédition norvégienne du Fram dirigée par le capitaine Otto Sverdrup pour explorer la côte nord du Groenland (1898-1902)[3].

- Le microbiologiste néerlandais Martinus Beijerinck utilise des expériences de filtration pour démontrer que la maladie de la mosaïque du tabac est causée par quelque chose plus petit que la bactérie, qu'il appelle virus[4].

- L'ingénieur italien Luigi Vianello imagine l'algorithme de la puissance itérée pour le calcul approché des premières valeurs propres d'une matrice symétrique de taille > 3x3[5].
- Les archéologues britanniques Frederick Green et James Quibell découvrent à Nekhen la palette de Narmer, la massue du roi Scorpion et la massue de Narmer[6].

### Sciences physiques
- 22 janvier : l'astronome britannique Annie Scott Dill Maunder photographie la couronne solaire pendant une éclipse totale de soleil en Inde[7].
- 30 mai-13 juin-12 juillet : les chimistes britanniques Sir William Ramsay et Morris Travers découvrent les gaz inertes : krypton (30 mai), néon (13 juin[8]) et xénon (12 juillet)[9].

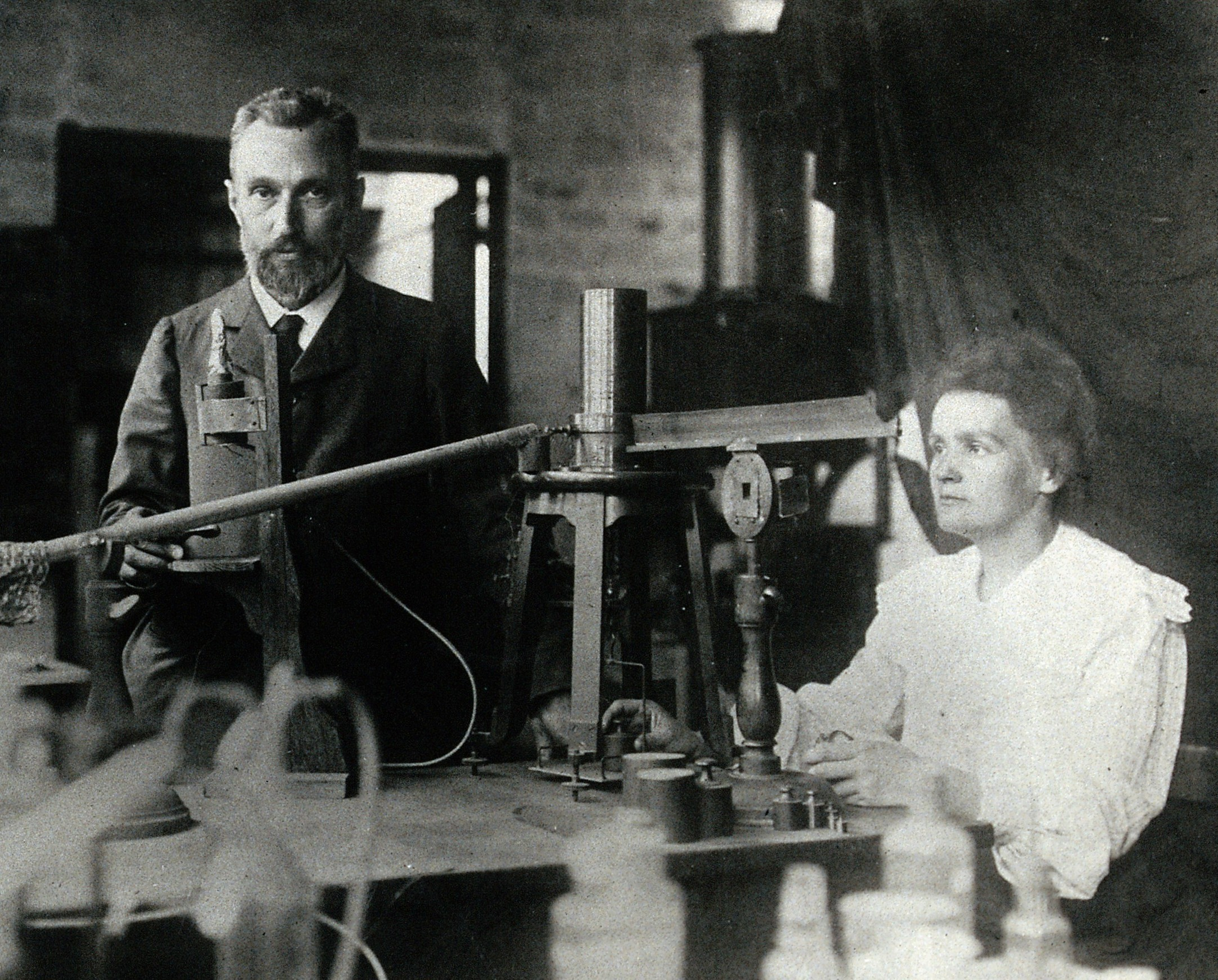
Pierre et Marie Curie dans leur laboratoire.

- 18 juillet et 26 décembre : les savants français Pierre et Marie Curie annoncent à l'Académie des sciences la découverte du polonium et du radium et proposent le vocable « radioactivité »[10]. Ils démontrent que le thorium produit des rayonnements[11].
- 13 août : les astronomes Gustav Witt à Berlin et Auguste Charlois à Nice découvrent indépendamment l'astéroïde Éros[12].
- 16-18 août : l'astronome américain DeLisle Stewart expose des plaques photographiques de Saturne à la station d'observation astronomique d'Arequipa au Pérou, dépendant du Harvard College Observatory. L'examen de celles-ci permet au professeur William Henry Pickering de découvrir le  17 mars 1899 Phœbé, l'une des lunes de Saturne[13].

- Lors de ses recherches sur les rayons canaux, le physicien allemand Wilhelm Wien démontre qu'un flux d'ions positifs peut être déflecté par des champs magnétiques et que cette déflexion est proportionnelle au rapport masse/charge. Cette découverte est à la base de la spectrométrie de masse[14].
- Le chimiste allemand Richard Willstätter définit la structure chimique de la cocaïne pour pouvoir la synthétiser en 1902[15].
- Le chimiste allemand Alfred Einhorn obtient pour la première fois des polycarbonates à l'Université de Munich[16].
- Le chimiste allemand Hans von Pechmann synthétise accidentellement le polyéthylène, qui devient après 1935 la matière plastique la plus commune[17].

### Technologie
- 3 octobre : Georg Luger obtient un brevet provisoire en suisse pour le pistolet Luger P08, un des premiers pistolets semi-automatiques. Un deuxième brevet définitif est délivré le 2 janvier 1899[18].

- 14 octobre : le physicien allemand Karl Ferdinand Braun reçoit un brevet en Allemagne pour le perfectionnent de la TSF[19],[20].

- 20 octobre : création de l'Aéro-Club de France dont le but est de réunir tous ceux qui s'intéressent de près ou de loin à l'aviation[21].
- 5 novembre : Eugène Ducretet, fait une démonstration importante de transmission sans fil entre le 3e étage de la Tour Eiffel et le Panthéon de Paris[22].
- 1er décembre : l’ingénieur danois Valdemar Poulsen dépose une demande de brevet pour le télégraphone, premier appareil d'enregistrement magnétique[23]. L’enregistrement sur bande magnétique sera réellement praticable en 1927.

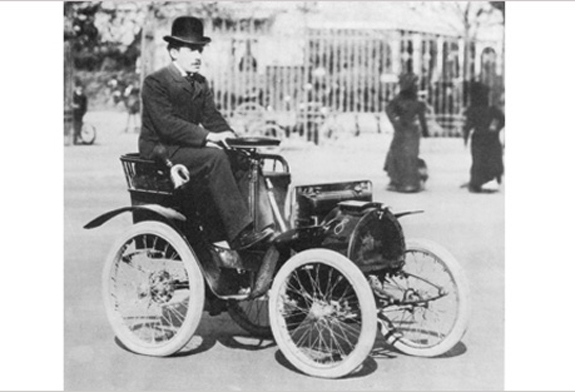
La voiturette de Louis Renault en 1898.

- 24 décembre : Louis Renault présente rue Lepic à Montmartre une automobile équipée de la première boîte de vitesses avec prise directe et marche arrière[24].

## Publications
- Vilhelm Bjerknes : Über die Bildung von Circulations, bewegungen . Videnskabselskabets Skrifter, Oslo (sur les équations primitives atmosphériques utilisées dans les modèles climatiques).
- Ladislaus Bortkiewicz : Das Gesetz der kleinen Zahlen (« La loi des petits nombres » ), Éditions Teubner, Leipzig, concernant la distribution de Poisson.
- Paul Flechsig : Neue Untersuchungen über die Markbildung in den menschlichen Grosshirnlappen (« Études sur le cerveau »). Neurologisches Centralblatt.
- Patrick Manson : Tropical Diseases : a Manual of the Disaeses of Warm Climates, ouvrage fondateur de la médecine tropicale.

## Prix
- Médailles de la Royal Society

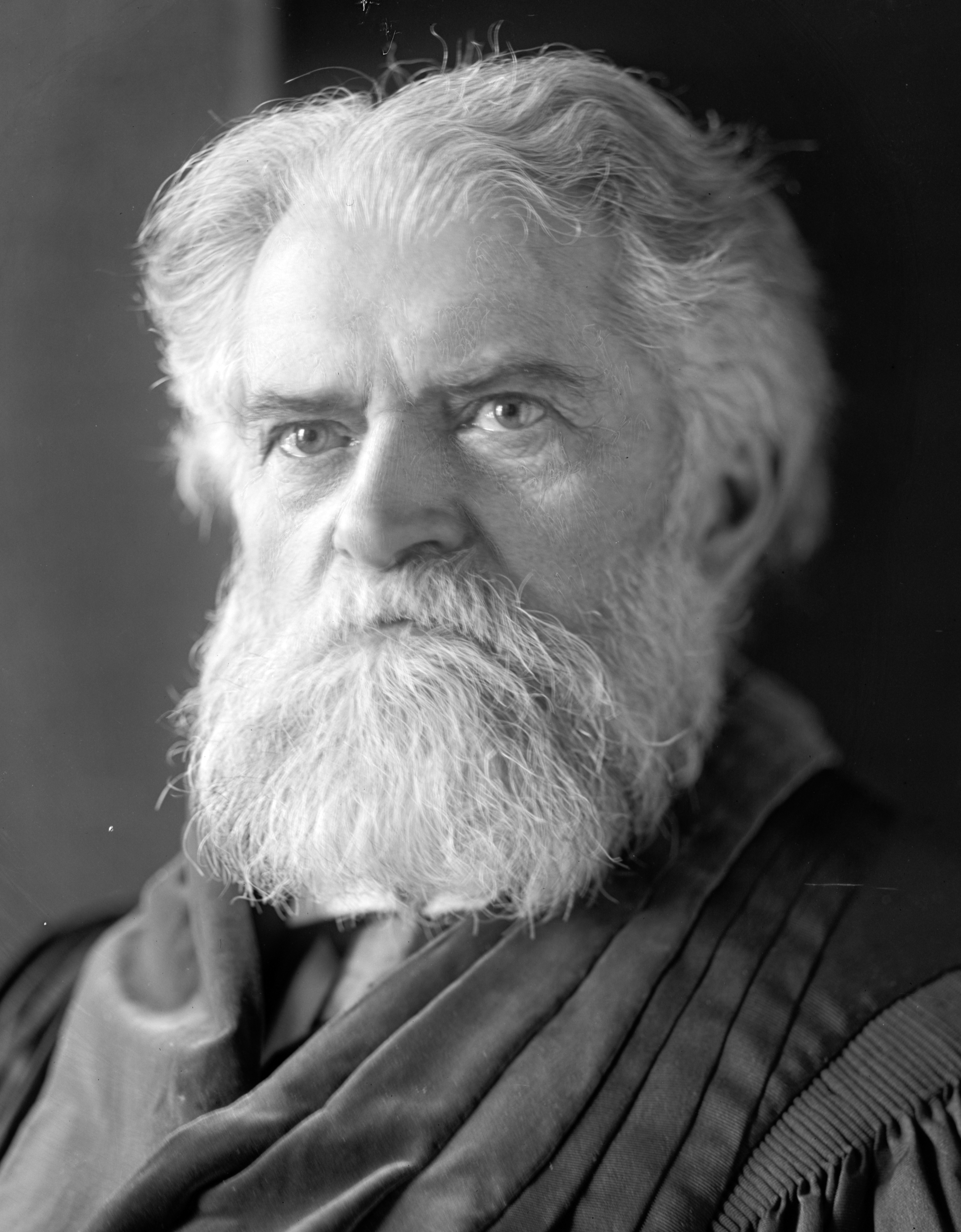
Simon Newcomb

  - Médaille Copley : William Huggins
  - Médaille Darwin : Karl Pearson
  - Médaille Davy : Johannes Wislicenus
  - Médaille royale : John Kerr, Walter Gardiner
  - Médaille Rumford : Oliver Joseph Lodge

- Médailles de la Geological Society of London
  - Médaille Lyell : Wilhelm Heinrich Waagen
  - Médaille Murchison : Thomas Francis Jamieson (en)
  - Médaille Wollaston : Ferdinand Zirkel

- Prix Jules-Janssen (astronomie) : Samuel Pierpont Langley
- Prix Poncelet : Jacques Hadamard
- Médaille Bruce (astronomie) : Simon Newcomb
- Médaille Linnéenne : George Charles Wallich

## Naissances

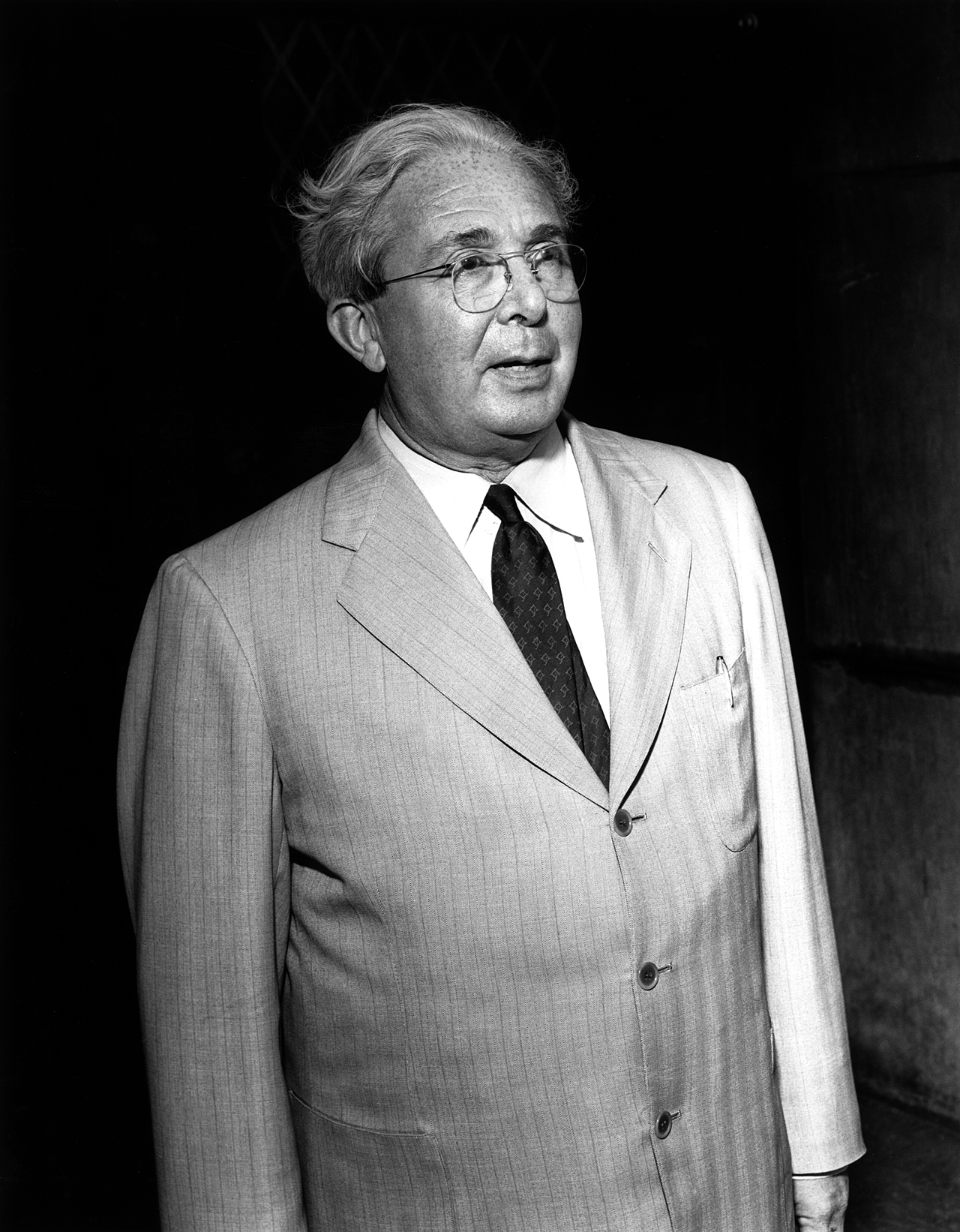
Leó Szilárd

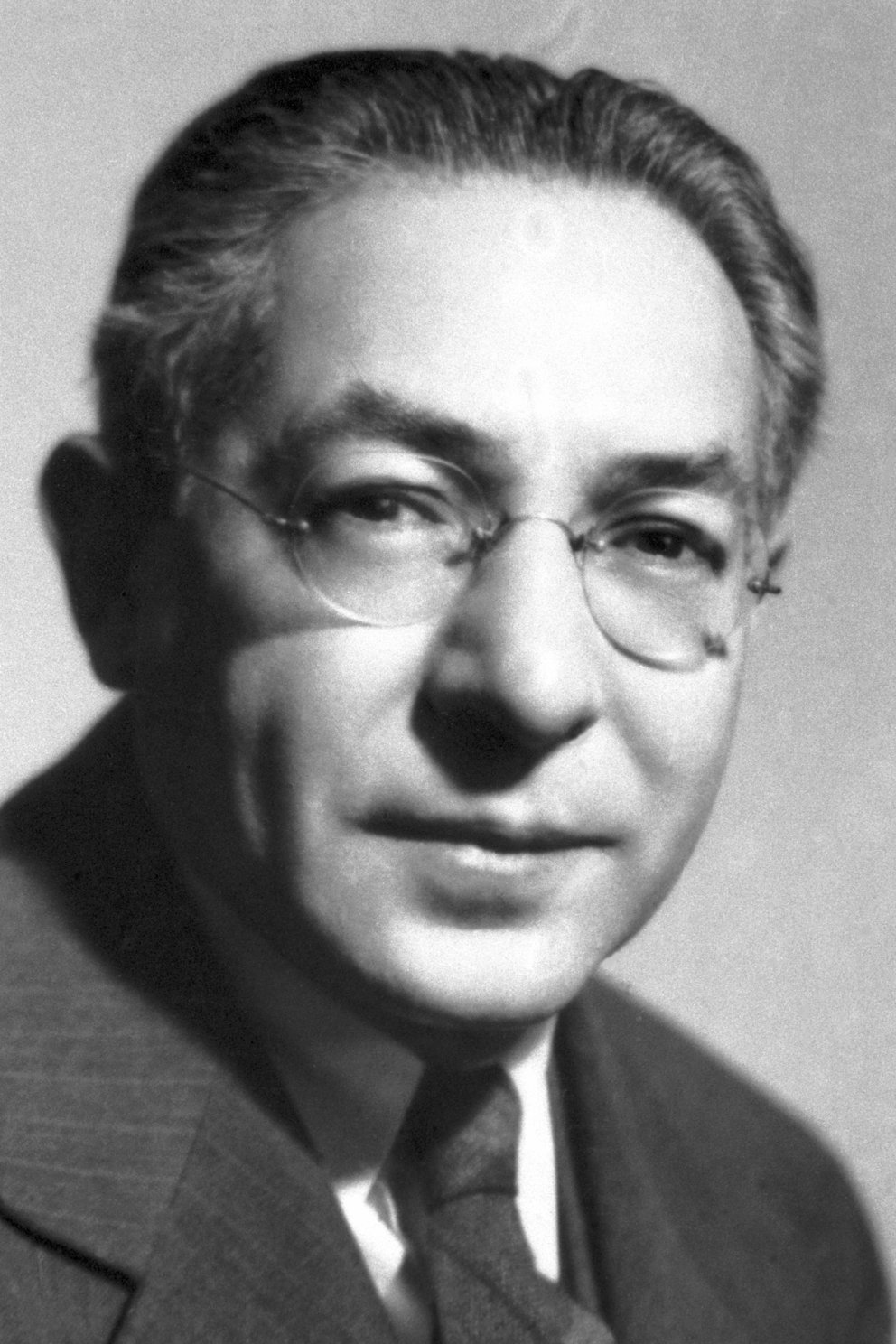
Isidor Isaac Rabi

- 11 février : Leó Szilárd (mort en 1964), physicien hongro-américain.
- 14 février : Fritz Zwicky (mort en 1974), astrophysicien américano-suisse.
- 25 février : William Astbury (mort en 1961), physicien britannique.
- Guy Stewart Callendar (mort en 1964), ingénieur anglais.
- 18 mars : François Eygun (mort en 1973), historien et archéologue français.

- 1er avril : Roger Bastide (mort en 1974), sociologue et anthropologue français.
- 10 avril : Karl Lohmann (mort en 1978), biochimiste allemand.
- 11 avril : Robert Atkinson (mort en 1982), astronome et physicien britannique.

- 9 mai : Arend Heyting (mort en 1980), mathématicien et logicien néerlandais.
- 16 mai : Marcel Griaule (mort en 1956), ethnologue français.
- 27 mai : Hermann von Baravalle (mort en 1973), mathématicien, pédagogue, physicien et astronome allemand.
- 26 juin : Willy Messerschmitt (mort en 1978), ingénieur aéronautique allemand.

- 29 juillet : Isidor Isaac Rabi (mort en 1988), physicien américain,  prix Nobel de physique en 1944.

- 5 août : Richard Threlkeld Cox (mort en 1991), statisticien et physicien américain.
- 22 août : Jaroslav Černý (mort en 1970), égyptologue tchèque.
- 23 août : Conrad Kilian (mort en 1950), géologue français.

- 24 septembre
  - Howard Walter Florey (mort en 1968), pharmacologue australien, prix Nobel de physiologie ou médecine en 1945.
  - Charlotte Moore Sitterly (morte en 1990), astrophysicienne américaine.

- 3 octobre : Piotr Rehbinder (mort en 1972), physicien et chimiste soviétique.
- 28 octobre : František Běhounek (mort en 1973), scientifique (radiologiste), explorateur et écrivain tchèque.
- 23 novembre : Mikhaïl Artamonov (mort en 1972), historien et archéologue russe.
- 26 novembre : Karl Ziegler (mort en 1973), chimiste allemand, prix Nobel de chimie en 1963.
- 27 novembre : Robert Blanché (mort en 1975), philosophe et logicien français.
- 28 novembre : John Wishart (mort en 1956), statisticien écossais.

- 20 décembre : Alexis Balandine (mort en 1967), professeur de chimie russe.
- 21 décembre : Ira Sprague Bowen (mort en 1973), astronome américain.
- 31 décembre : John Eric Thompson (mort en 1975), archéologue et épigraphiste britannique.

- Leo George Hertlein (mort en 1972), paléontologue et malacologiste américain.

## Décès

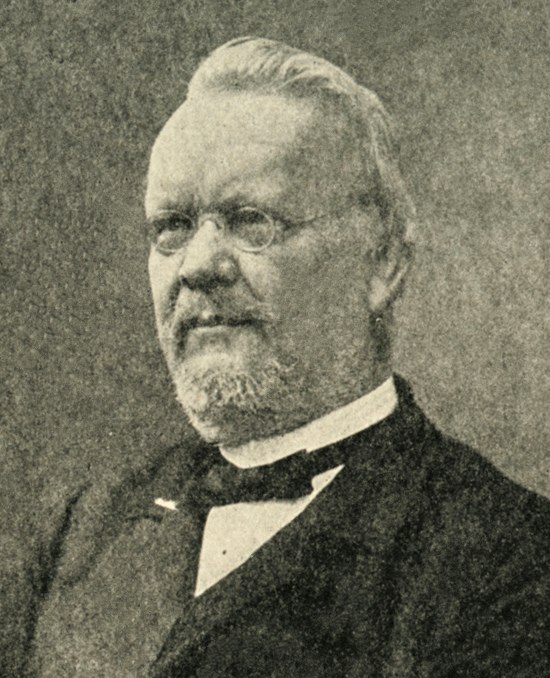
Karl Georg Friedrich Rudolf Leuckart

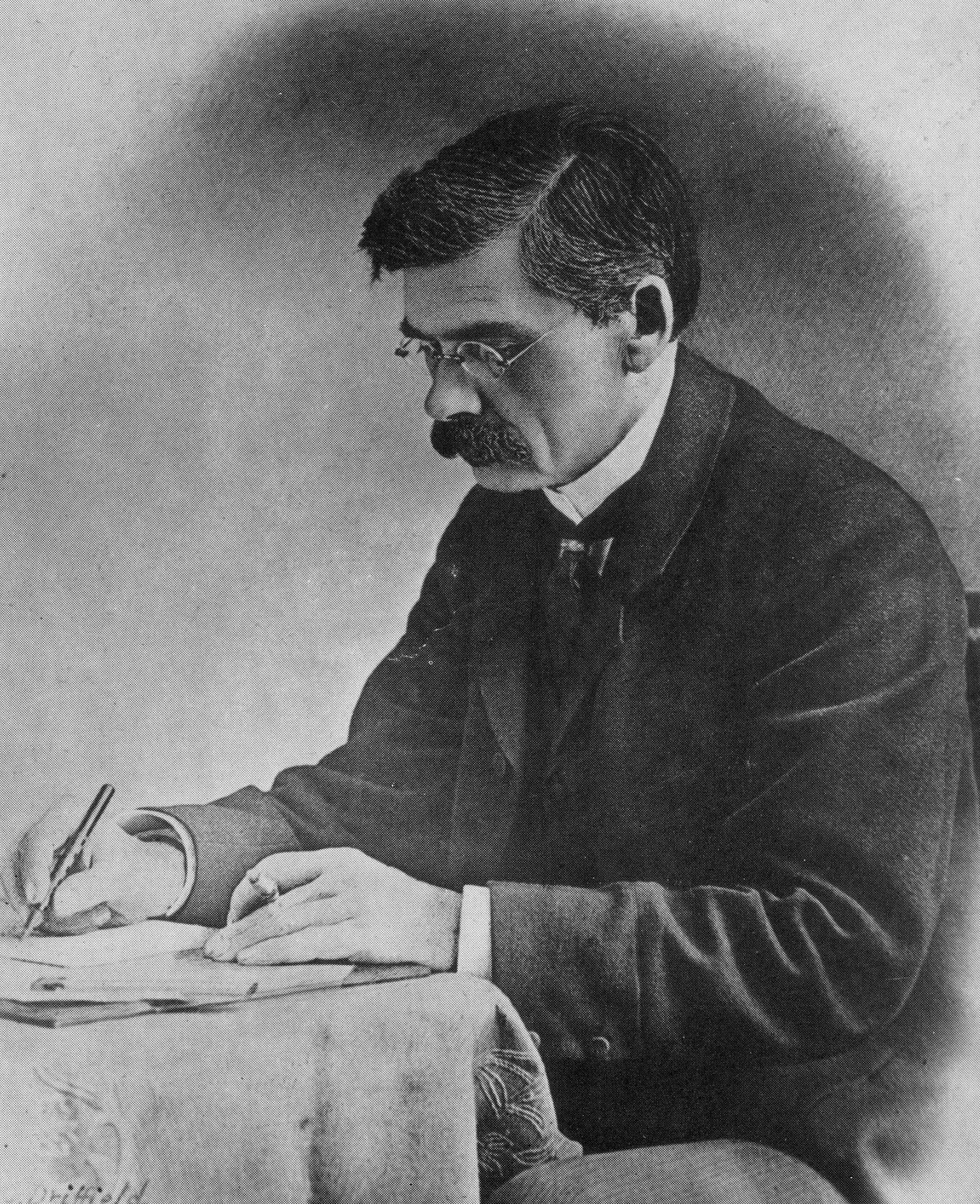
Ferdinand Hurter

- 6 février : Karl Georg Friedrich Rudolf Leuckart (né en 1822), zoologiste allemand.

- 12 mars :
  - Johann Jakob Balmer (né en 1825), physicien et mathématicien suisse.
  - Ferdinand Hurter (né en 1844), industriel de la chimie suisse.
- 27 mars : Édouard Delessert (né en 1828), peintre, archéologue et photographe français.

- 17 avril : Jules Marcou (né en 1824), géologue franco-américanosuisse.

- 9 mai : Cyrille Souillard (né en 1828), astronome et mathématicien français.

- 1er juin : Osbert Salvin (né en 1835), ornithologue britannique.
- 13 juin : Friedrich Albert von Zenker (né en 1825), anatomo-pathologiste allemand.
- 18 juin :  Alfred Hart Everett (né en 1848), fonctionnaire britannique en poste en Asie. Il récolte des spécimens d'histoire naturelle, notamment des Philippines et de Sarawak.
- 25 juin : Ferdinand Julius Cohn (né en 1828), botaniste et microbiologiste allemand.
- 26 juin : William Guybon Atherstone (né en 1814), médecin, botaniste et géologue  britannique.

- 29 juillet : John Alexander Reina Newlands (né en 1837), chimiste britannique.

- 2 août : Auguste Pomel (né en 1821), paléontologue, géologue et politicien français.
- 7 août :
  - Georg Moritz Ebers (né en 1837), égyptologue allemand.
  - James Hall (né en 1811), géologue et paléontologue américain.
  - 27 août : John Hopkinson (né en 1849), physicien anglais.
  - Paul Brocchi (né en 1838), médecin, agronome et naturaliste français.

- 25 septembre :
  - Gabriel de Mortillet (né en 1821), archéologue et anthropologue français
  - Hieronimus Theodor Richter (né en 1824), chimiste allemand.

- 15 novembre : George Dennis (né en 1814), explorateur britannique.

- 22 décembre : Wilhelm Dames (né en 1843), paléontologue et géologue allemand.